# 学習リモコン
学習リモコン（がくしゅうリモコン）とは、複数のリモートコントロール装置が発生させる操作信号を記憶（学習）して、一つのリモートコントロール装置で複数の機器を操作するための装置である。プログラマブルリモコンとも呼ばれる。
現在、一般家庭の中には、赤外線を利用した雑多なリモコン装置が茶の間の机の上やオーディオセットの上などに散乱しているが、これらを集約させる事で利便性を向上させる目的を持つ。似た物にマルチリモコン、スマートリモコンと呼ばれる機器もあるが、それも本稿で述べる。

## 概要
現在、一般家庭においては、テレビ受像機・BDレコーダー・ミニコンポ・エアコン等といった機器を操作する、様々な機器付属で消費者に提供されるリモートコントロール装置（以下リモコン）が存在している。これらは主に赤外線によって操作を伝える信号を発信し、離れた場所から各々の機器を操作するよう設計されているが、当然ながら異なる機器のリモコンで他の機器は操作出来ない。一部メーカーのBDレコーダーとテレビでは、BDレコーダーのリモコンでテレビのチャンネルや音量を操作できる物もあるが、予めメーカーが設計した組み合わせ同士以外の機器は操作出来ない。
またリモコンは常に利用者の手元にあるため、飲み掛けのお茶を浴びせられたり、つい何処かに置き忘れてしまう事も多い。特に種類が増えてくると、それだけで利用者を混乱させ、余計な労力を強いる事にも繋がる。近年愛好者が増えてきている家庭で本格的な映写室を設けるホームシアターと呼ばれる家庭向け設備に到っては、リモコンの数だけで、気弱な消費者を萎縮させるのに充分な複雑さを持つ事も多い。
このリモコン氾濫時代にあって、それを解消するために利用されるのが学習リモコンである。また良く似た機器ではマルチリモコンがあるが、これもリモコンの氾濫を軽減させる目的で利用される。

### 学習リモコン
学習リモコンは、複数のリモコンから発生する操作信号を受信し、それとまったく同じ信号を発生できる。これはリモコンから発生する信号が、デジタル光（赤外線光）通信の信号であるため、それを受信・数値化して記録する。その後、特定の操作に応じて送信部から同じ信号を発信し、特定のリモコンと同じ働きができる。
特に人気の高い種類のメーカーの主要な製品の信号は、予めリモコン内部のROMチップに記憶（プリセットと呼ばれる）されており、消費者はメーカー名と機種に合わせて設定するだけで、この学習リモコンを使って対象となる機器を操作できる。
特に学習リモコンでは、複数の機器を操作するため、多数のボタンが用意されているが、好きなボタンに好きな機能を割り振れる機種もある。リモコンが複数ある家庭においても、一台の学習リモコンで、全ての機器の操作もできる。高級な機種では、同型の学習リモコン間で、学習させた内容を通信機能によって、そのままコピーできるため、家族で一台のリモコンを奪い合う事態を避けられる。

### マルチリモコン
これは前出の学習リモコンから、学習機能を省いた物で、予めROMチップに登録済みの機器しか操作出来ないが、これでもかなりのリモコン氾濫を軽減できる。機能的にも単純であるため、比較的安価なものとなっている。利用者は手持ちの機器に合わせてディップスイッチ切り替え等の操作を行って、それらの機種に対応させる。

### スマートリモコン

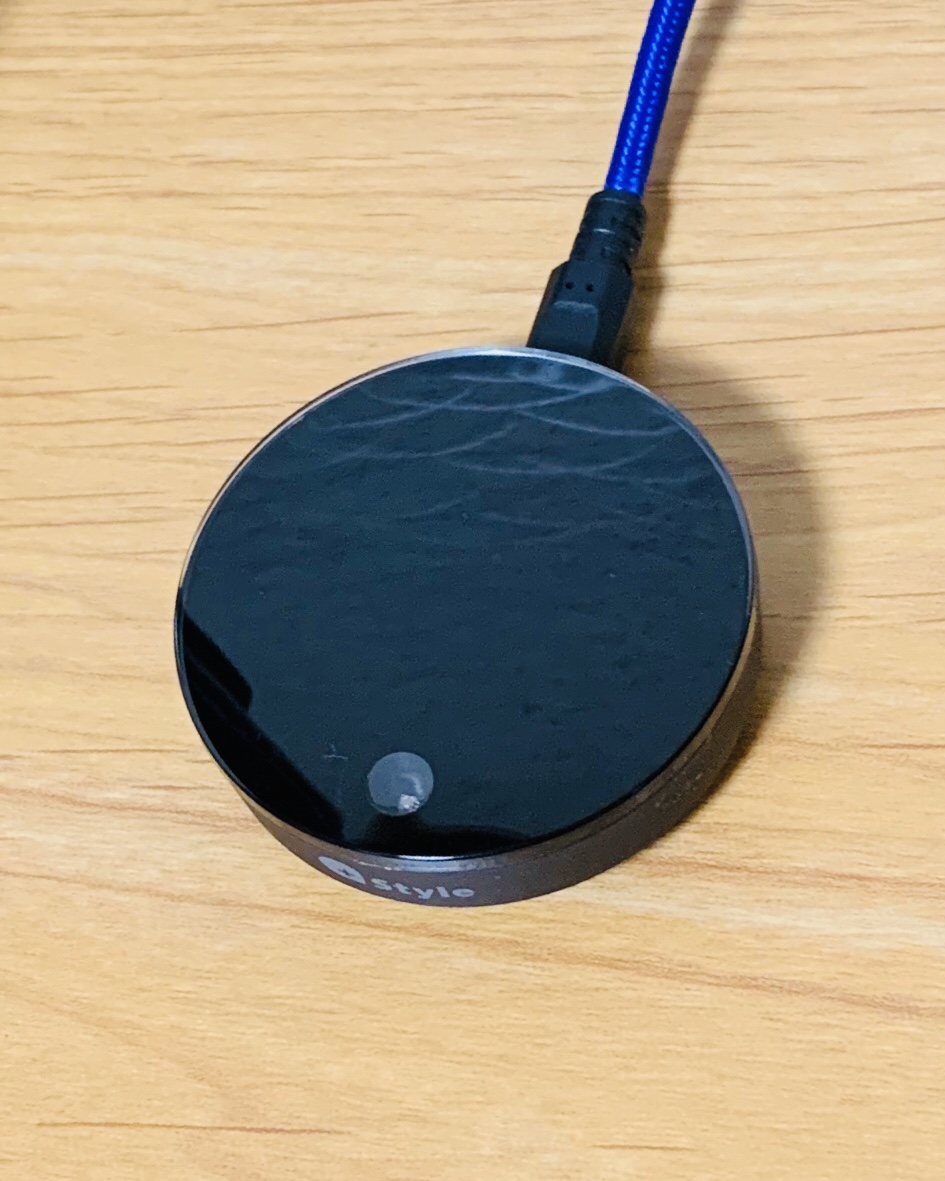
インターネットに接続されたスマートマルチリモコン
スマートフォンで赤外線対応リモコンの一括管理が可能。

スマートリモコンとはリモコンの情報をクラウド上で管理する機器で、事前に操作したい機器を設定させておくことで、設定済みの機器をwi-fiや無線LANなどインターネット通信を通して動作を管理できる。
スマートフォンのGPSを使って操作を自動化したり、本体に搭載されている温度や湿度のセンサーの数値が変動した際に家電を作動させる設定が出来る製品もある。
トリガーを設定してあるサービスの操作を行うというIFTTTというWEBサービスと連携して、操作の幅が増えるようなスマートリモコンも存在する。
また、赤外線で操作可能な既存の家電をスマートリモコンを導入することでIoT化出来る。（この製品がインターネットに接続されているので、既存の家電が個別にインターネットに接続しなくてよい）。一般家庭をIoT化する際に、wi-fiルーターへの接続台数が減るという利点もある。
利用者はスマートフォンなどのインターネットに接続されたデバイスから操作を行うのが一般的で、スマートスピーカーなどのAIアシスタントから操作可能な製品も存在する。

## 学習リモコンの形態
学習リモコンの多くは、それだけで完結した一つの製品であるが、中には他の機器の付加価値機能として、この学習機能が搭載されている物がある。携帯電話の中には、赤外線通信機能の付加価値機能として、この学習リモコン機能を搭載している物がある。また携帯情報端末にも、同様の機能を製品として搭載している物が在り、外ではそれらの主要機能である電話機や携帯情報端末として利用し、自宅では様々な機器のリモコンとして利用する事ができるというものである。
またノートパソコンや携帯情報端末の多くは、予備的な外部通信機能として、赤外線通信機能を持っているものも多いが、それらを利用して学習リモコンとして利用できるソフトウェアも（シェアウェア等の形で）販売されている。
なお学習リモコンは、様々な機器を操作できる手前、様々な機能を割り振るために、多くのボタンが付いているが、様々な機器がある家庭において、あまりに多くの機器に対応させると、利用者自身がどのボタンに何の機能を割り振ったか混乱する事がある。これを防ぐために近年では、タッチパネルを搭載して、画面内のボタン表示を切り替えて利用できる製品も登場している。また前出の携帯情報端末やノートパソコンを利用する学習機能リモコン・ソフトウェアでは、解り易いように画面上にボタンの画像とその機能名称が、同時に表示されるようになっているといった配慮も成されている。高級品の中には、以下に例示するような一連の動作をマクロ化して、1ボタンで実現できるものもある。
- (赤外線受光部付きの)部屋の照明を落とす。(照明の機能により消灯もしくは減光)
- モニタディスプレイ(テレビ受像機・プロジェクター)の電源投入、入力切替
- アンプやサラウンドプロセッサの電源投入・入力切替
- ビデオデッキ・DVDプレーヤーなどの電源投入・再生開始・録画
- エアコンのオンオフ
- カーテンの開閉
- その他リモコンから赤外線がでているモノ

現代ではwi-fi等の無線技術を使ったクラウドコントロール型の学習リモコンが主流となっている。

### 参考
- Nature Remo

- eRemote
- iRemocon

## 問題点

### セキュリティ面
これら便利な学習機能リモコンであるが、時として望む以上の機能を発揮してしまう。例えば自動車などのキーレスエントリー（リモコン操作で車のドアを施錠/開錠できる）であるが、このリモコン信号を学習リモコンで予めコピーしておけば、キーが無くても自動車のドアロックが外せてしまう。
大抵の学習リモコンでは、学習元のリモコンと、学習リモコン受信部を向かい合わせにしていなければ学習出来ないが、ちょっと自動車の鍵を入れたままの鞄を置いたまま席を立った隙に、キーのリモコン信号をコピーされ、そのまま車上荒らし等の犯罪に利用される危険性も指摘されている。勿論、その他の施錠などの重要な機能を持つリモコンを勝手に複製される可能性もある。
近年ではこれら施錠用のリモコンでは、電波を利用したタイプへと変化しているが、一部の旧態依然とした赤外線式の物では、これら学習リモコンによって害を被る可能性があるといえる。

### 機能面
学習リモコンには色々なボタンがあるものの、全ての電子機器の機能を網羅している訳ではないため、時として割り当てたい機能と全く関係ない刻印のボタンに機能を割り当てなければならない事があり、却ってこれをどう割り当てたか覚えるのが困難になる事がある。
また逆に一個のリモコンで全ての装置が操作できるという機能があだになり、焦った時等に機器選択を間違えたままボタンを押してしまう事で、予想した機器と違う機器が予想外の動作をしてしまう事がある。
更に、特にエアコン用のリモコンを学習させる場合には、リモコン側に機器本体の設定等を記憶し、操作した時にその設定をそのまま機器本体に送出するものが多い。その様なリモコンはその時の設定状況のいかんにより、同じボタンでも全く違う信号が本体に送信される。この場合は事実上学習が困難である。例を上げると、電源ボタンを押した時に、オンの信号とオフの信号が交互に送出されるもの、エアコンの現在の温度設定が（リモコンで）26度の時に上矢印ボタンを押すと27の信号が送出されるが、24度の時には25の信号が送出されるもの、（リモコン側での）設定が冷房の時に電源ボタンを押すと「冷房オン」の信号が送信されて、冷房機能が動作するが、設定が暖房の時に電源ボタンを押すと「暖房オン」の信号が送信されて、暖房機能が動作するもの等については、学習が困難（エアコンの電源のオンオフ、運転モード、温度設定の組み合わせだけでも2×3×10パターン以上あり、これに固有機能のオンオフが加わるため数百パターンの赤外線信号となり全ての情報の学習は不可能）であると言える。
スマートリモコンにはクラウドでエアコンの各操作情報を生成したり、数百パターンの操作情報を所持することで、既存の学習リモコンでは行えない柔軟な操作が可能な製品も存在する。